# Aıbol Ábiken
Aıbol Erbolatuly Ábiken (in kazako Айбол Ерболатұлы Әбікен?; Almaty, 1º giugno 1996) è un calciatore kazako, difensore del Qaisar.

## Carriera

### Club
Ha giocato nella prima divisione kazaka.

### Nazionale
Ha giocato nella nazionale kazaka Under-21.
Nel 2019 ha esordito nella nazionale maggiore.

## Palmarès

### Club

#### Competizioni nazionali
- Coppa del Kazakistan: 3

Qaırat: 2017, 2018, 2021
- Campionato kazako: 1

Qaırat: 2020